# Piazza San Domenico (Reggio Emilia)

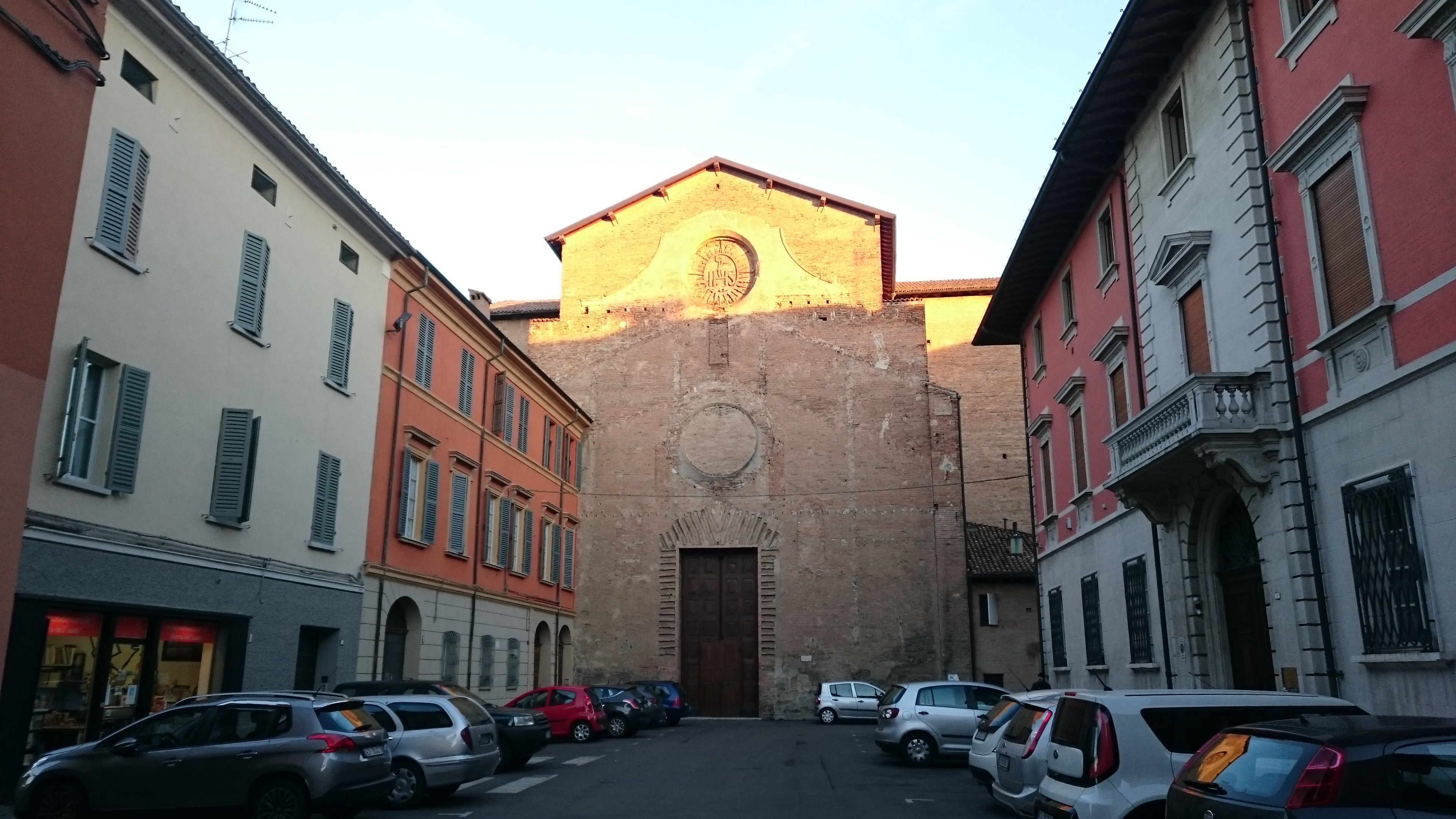
Piazza San Domenico

Piazzale San Domenico è una piazza del centro storico di Reggio Emilia.
La si raggiunge da via San Domenico, via dell'Abbadessa, via Zaccagni e da via Gabbi.
La piazza, di forma rettangolare, prende il nome dalla chiesa di San Domenico, che ne occupa tutto il lato orientale.
Sul lato settentrionale, adiacente alla chiesa, vi è il palazzo che fu sede del Tribunale dell'Inquisizione per tutto il Seicento e buona parte del Settecento; la facciata fu restaurata dall'architetto Luigi Croppi nel 1828. Ora è abitazione privata.
Sul lato occidentale si trova l'angolo dell'ex convento del Corpus Domini, divenuto poi sede del carcere cittadino fino alla fine del Novecento.
Sul lato meridionale si trova la facciata secondaria di palazzo Tirelli, costruita alla fine dell'Ottocento unificando le precedenti case acquistate dai nobili Tirelli e rimaneggiata nel 1916.